# Bolesław I Chrobry

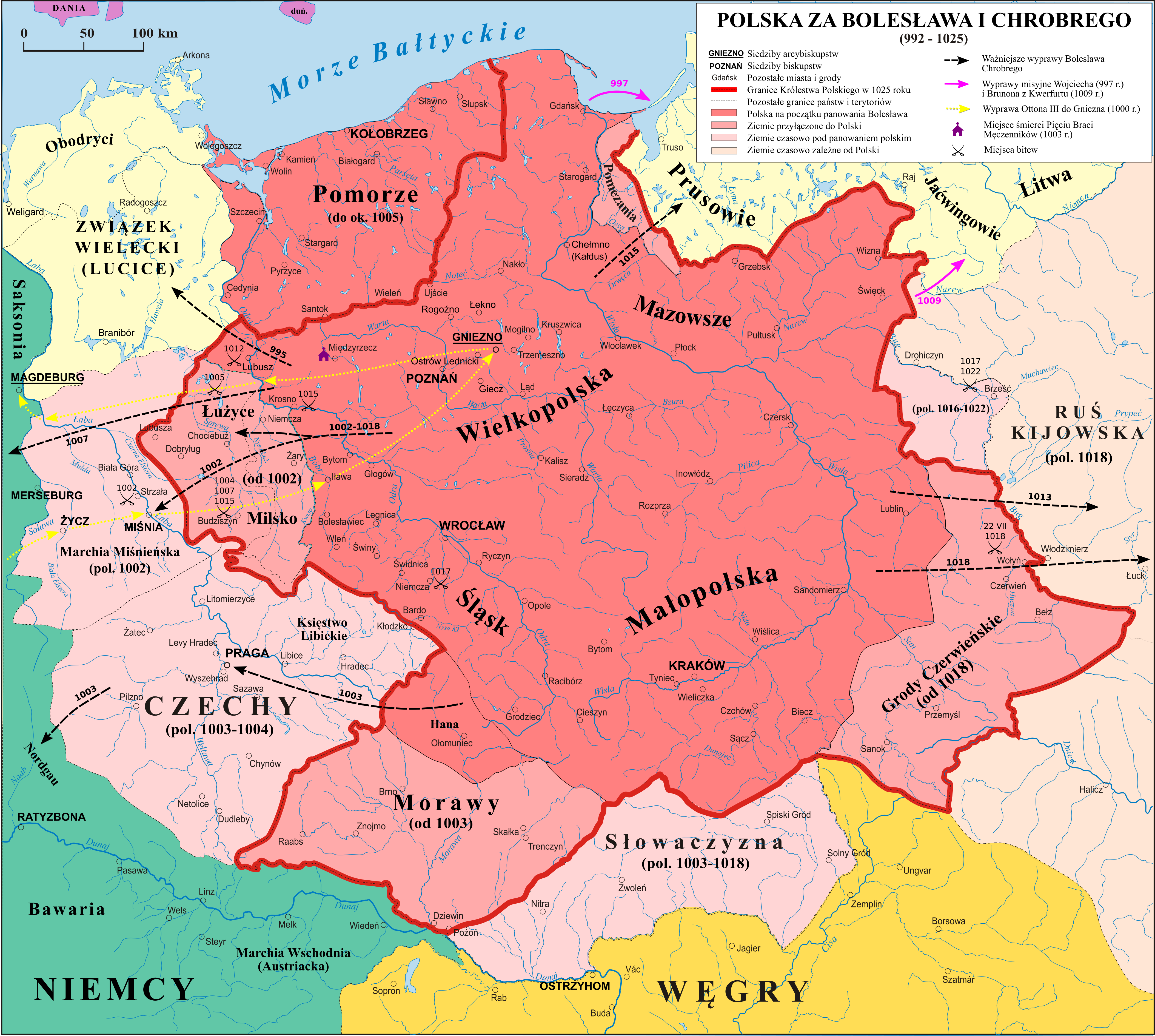
Polska za panowania Bolesława Chrobrego (992-1025).

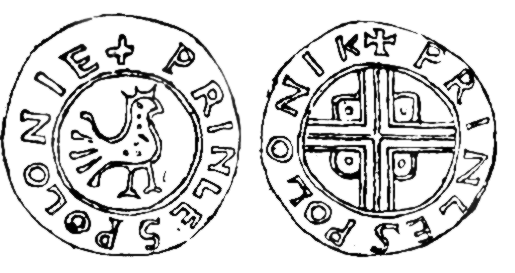
Denar Princes Polonie z XI w. z łacińskim określeniem Polski bity przez mennicę książęcą Bolesława Chrobrego

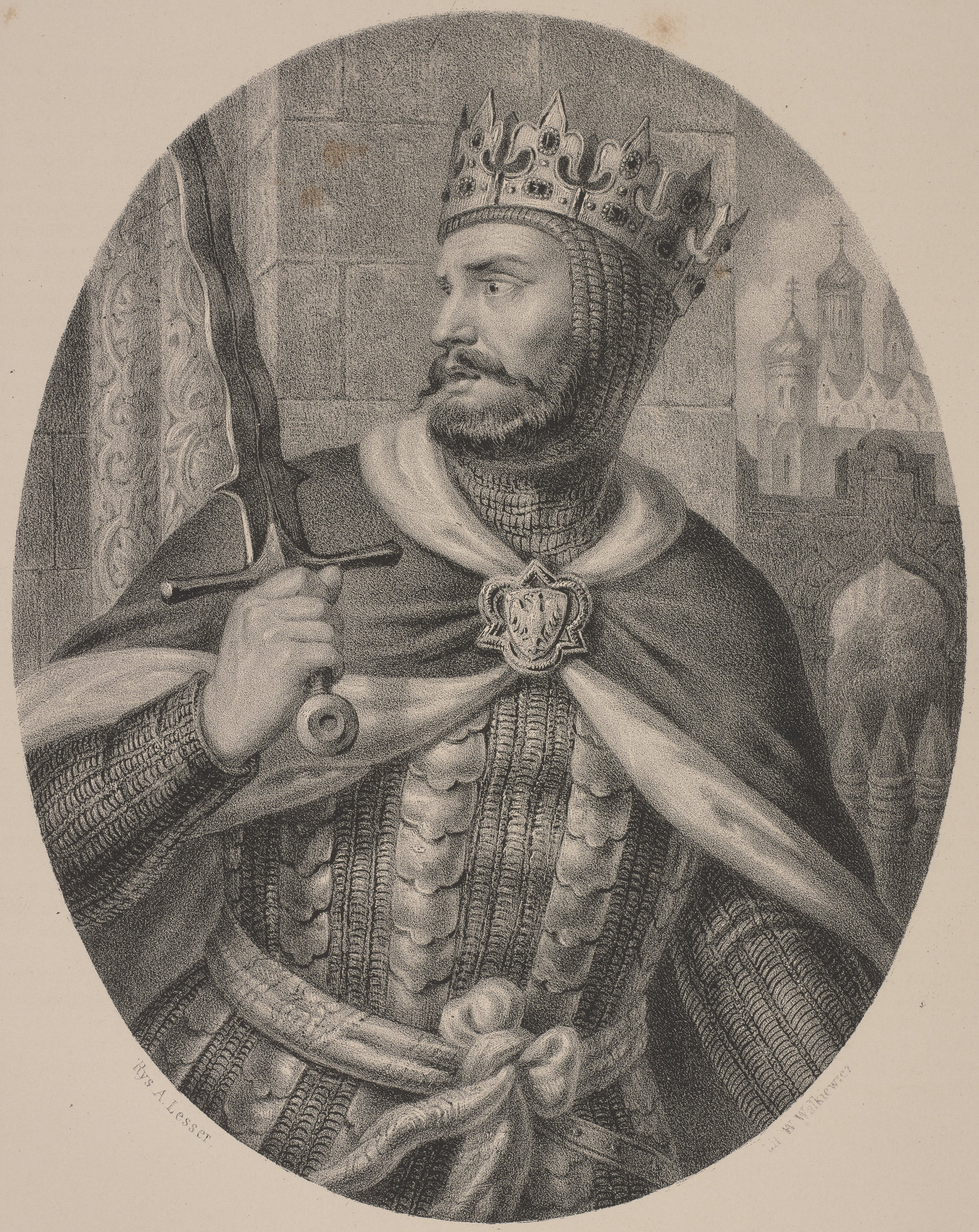
Bolesław Chrobry z Wizerunków królów polskich autorstwa Aleksandra Lessera

Bolesław I Chrobry (Wielki) (ur. 967, zm. 17 czerwca 1025) – władca Polski z dynastii Piastów w latach 992–1025, książę Polski od 992 i pierwszy koronowany król Polski (od 1025), w latach 1003–1004 także książę Czech jako Bolesław IV.
Był synem Mieszka I, księcia Polski i Dobrawy, czeskiej księżniczki. Ani miejsce, ani dokładna data urodzenia Bolesława nie są znane. Objął rządy w 992, wypędzając krótko potem swoją macochę Odę i przyrodnich braci.
Wspierał chrystianizację Polski oraz wyprawy misyjne Wojciecha Sławnikowica, biskupa praskiego i Brunona z Kwerfurtu. Męczeńska śmierć tego pierwszego (997) i jego rychła kanonizacja stały się powodem zorganizowania zjazdu gnieźnieńskiego (1000), podczas którego utworzono polskie arcybiskupstwo (metropolię kościelną) w Gnieźnie oraz biskupstwa w Krakowie, Wrocławiu i Kołobrzegu, a cesarz Otton III potwierdził niezależność państwa polskiego i jego władcy.
Po śmierci Ottona III (1002) Bolesław znalazł się w konflikcie z jego następcą Henrykiem II, prowadząc z nim długotrwałe wojny o panowanie na Połabiu i Czechach (1002–1018), zakończone pokojem w Budziszynie (1018) i oddaniem Polsce Milska i Łużyc. Około roku 1003 Chrobry anektował również Morawy, dzięki czemu Polska uzyskała kontrolę Bramy Morawskiej i dostęp do Dunaju.
W 1018 Bolesław I wyprawił się na Ruś i zdobył jej stolicę Kijów, osadzając na ruskim tronie swojego zięcia Światopełka I i zabierając stamtąd duże łupy. W drodze powrotnej z Kijowa odzyskał dla państwa polskiego utracone w 981 roku strategiczne Grody Czerwieńskie, ważny punkt na skrzyżowaniu szlaków handlowych.
Przez ostatnie lata współrządził ze swoim synem Mieszkiem II Lambertem. Tuż przed śmiercią (1025), koronował się na pierwszego króla Polski.
Przydomek Chrobry został mu nadany za czasów panowania jego syna, Mieszka II, i oznacza człowieka mężnego, dzielnego i odważnego, później był także określany przydomkiem Wielki.

## Źródła
Bolesław Chrobry wymieniony jest w wielu średniowiecznych źródłach spisanych na kontynencie europejskim, w dokumentach, kronikach z gatunku gesta oraz utworach hagiograficznych. Wymieniają go następujące źródła z epoki spisane po łacinie:
- Żywot pierwszy św. Wojciecha (spisany latach 997–1003) – Jana Canapariusa, opata rzymskiego klasztoru św. Bonifacego i Aleksego. Wzmianka opisuje Sobiesława (Sobiebora) Sławnikowica, który zbrojnie wyruszył „cum Bolizlauo Palaniorum duce” (pol. „z Bolesławem księciem polskim”)[8][9].
- ''Annales Hildesheimenses (będące częścią Dziejów Sasów) – notatka z 1003 roku „Heinricus Berthaldi comitis filius, et Bruno frater regis, et ambo Bolizavones, Polianicus vide licet ac Boemicus, a rege infideliter maiestatis rei deficient.”, czyli w tłumaczeniu „Henryk, syn Bertholda i Bruno brat króla i obu Bolesławów polski i czeski są w kręgu przyjaciół cesarza.”[10] .
- Roczniki Kwedlinburskie (spisane w latach 1008–1030) – notują wielokrotnie Bolesława opisując wojnę polsko-niemiecką od roku 1002 wymieniają go we fragmentach: „Bolizlauonem Poloniae ducem”, „Bolitzlauus Polinensis” oraz „Bolitzlauua dux Poloniae”[11] .
- Żywot Pięciu Braci Męczenników (1005–1006)[12] autorstwa Brunona z Kwerfurtu, który gościł na przełomie 1005 i 1006 roku na dworze Bolesława Chrobrego i z imienia wymienia swojego gospodarza we fragmencie „(...) ignotae linguae Polanorum, invento serniore cui nomen Bolizlao”[13].
- Żywot św. Wojciecha (1004) – drugi utwór Brunona notuje Chrobrego we fragmencie „ducem Polanorum Bolizlavum”[14].
- List do króla Henryka II – trzeci tekst Brunona, w którym Chrobry wymieniony jest we fragmentach wyrażających poparcie autora dla tego władcy[15].
- Kronika Thietmara (spisana w latach 1012–1018) – autorstwa biskupa merseburskiego oraz kronikarza Thietmara[16]. Notuje wielokrotnie Chrobrego m.in. we fragmencie „Bolizlavus Poleniorum”[17].
- Gesta Chuonradi II Imperatoris (1046 lub 1047) – wielokrotnie notuje Chrobrego m.in. we fragmencie „Bolizlaus Sclavigena, dux Bolanorum”[18] [19], czyli po polsku „Słowianin Bolesław, książę Polaków”[20] .

## Życie przed objęciem władzy
W 973 roku zdecydowano o wysłaniu Bolesława do Niemiec jako osoby gwarantującej postanowienia zjazdu w Kwedlinburgu (czy tak się w istocie stało jest kwestią dyskusyjną).
W 984 jego ojciec Mieszko I zaaranżował małżeństwo Bolesława z córką margrabiego Miśni Rygdaga. Prawdopodobnie po zawarciu małżeństwa Bolesław objął władzę nad Małopolską. Rok później odprawił on swoją żonę (po śmierci jej ojca), lecz zachował władzę w Małopolsce, a następnie, prawdopodobnie z inspiracji księcia czeskiego Bolesława II, ponownie się ożenił. W literaturze pojawiła się także teoria, że Bolesław mógł panować wówczas w Małopolsce z czeskiego nadania i przyjmując to założenie dopiero po śmierci księcia czeskiego (999) włączył ją do państwa polskiego. Przy założeniu jednak, że Małopolska została zajęta już za Mieszka I do roku 990, Bolesław rządził w niej z nadania swojego ojca, a jego terytorium nie zostało włączone bezpośrednio do Polski. Uważa się, że ojciec nie uwzględnił go w dokumencie Dagome iudex (nie występuje w zachowanym regeście). Może to oznaczać wydziedziczenie kosztem przyrodnich braci z drugiego małżeństwa, młodego Mieszka i Lamberta, jednak w ówczesnej rzeczywistości takie posunięcie względem pierworodnego syna nie wydaje się prawdopodobne. Można więc wnioskować, że Dagome Iudex objął najlepiej ukształtowany rdzeń państwa Mieszka I (tzw. państwo gnieźnieńskie, czyli rdzenne ziemie Polan i najpełniej zintegrowane z nimi tereny) i przeznaczył go do podziału bądź współrządów synów Ody, a za dziedzictwo Bolesława uznał wydzieloną Małopolskę.

## Lata panowania
Po śmierci Mieszka I (25 maja 992), Bolesław w nieznanych okolicznościach szybko przejął władzę nad całym krajem, a następnie wygnał macochę i swoich przyrodnich braci. Już w czerwcu był w pełni samodzielnym władcą (Niemcy poprosili go o posiłki wojskowe). To wskazuje, że Bolesław Chrobry był obecny przy umierającym ojcu i wówczas Mieszko wyraził zgodę na takie rozwiązanie.
Dążąc do ekspansji na tereny Prusów, popierał misje chrystianizacyjne, między innymi misję wygnanego biskupa Pragi Wojciecha z rodu Sławnikowiców, która miała miejsce w 997 roku. Gdy Wojciech został zabity, Chrobry wykupił jego zwłoki za równą wadze jego ciała ilość złota i złożył je w kościele w Gnieźnie. Kanonizacja Wojciecha w 999 roku miała ogromne znaczenie prestiżowe dla polskiego Kościoła oraz dla Bolesława, który wkrótce wykorzystał je politycznie doprowadzając do powstania archidiecezji w Gnieźnie, która była niezależna od metropolii niemieckich (w przeciwieństwie do Pragi, która podlegała Moguncji).

### Zjazd gnieźnieński

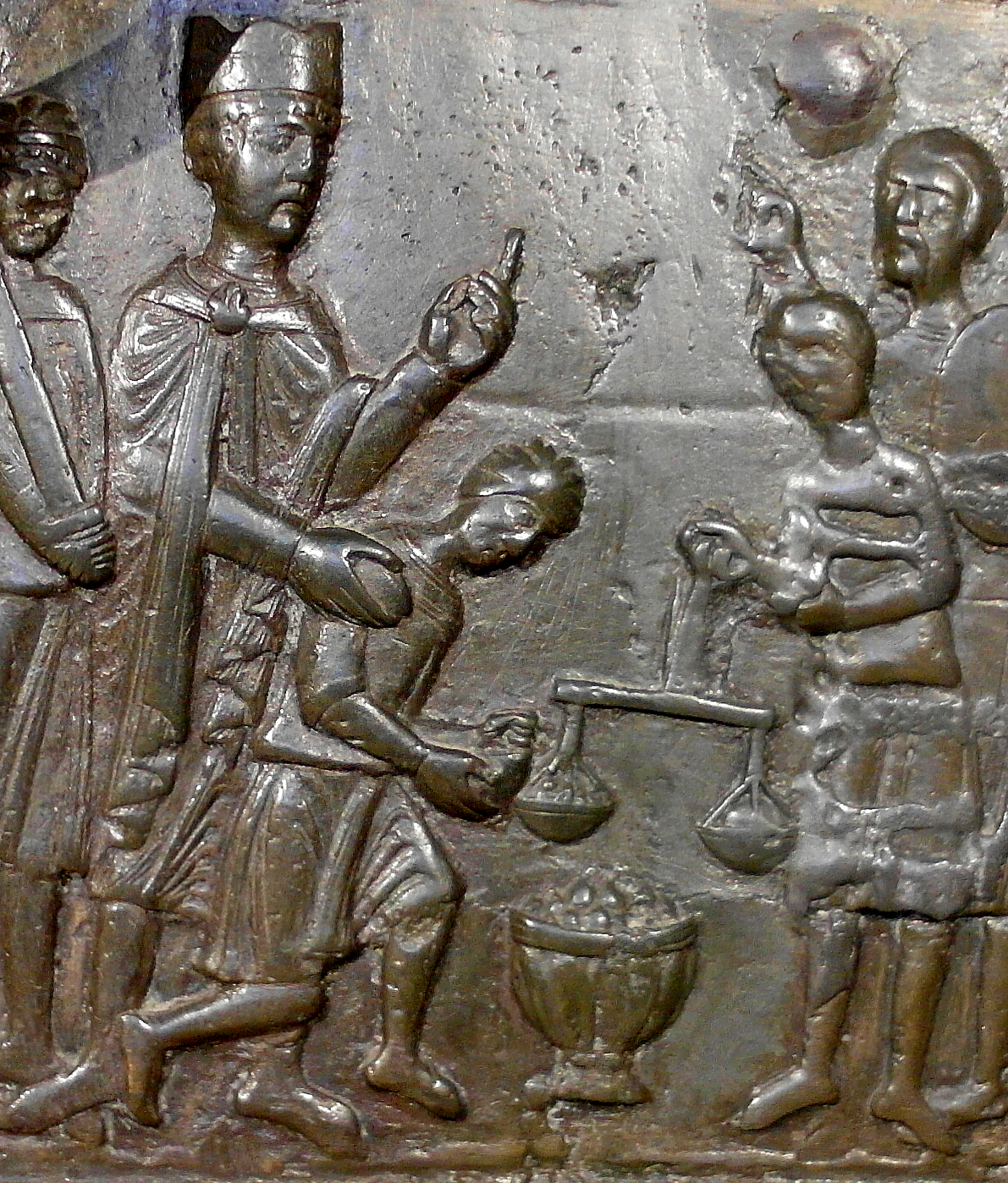
Bolesław I Chrobry wykupuje ciało Świętego Wojciecha z rąk Prusów, fragment Drzwi Gnieźnieńskich około 1170 roku

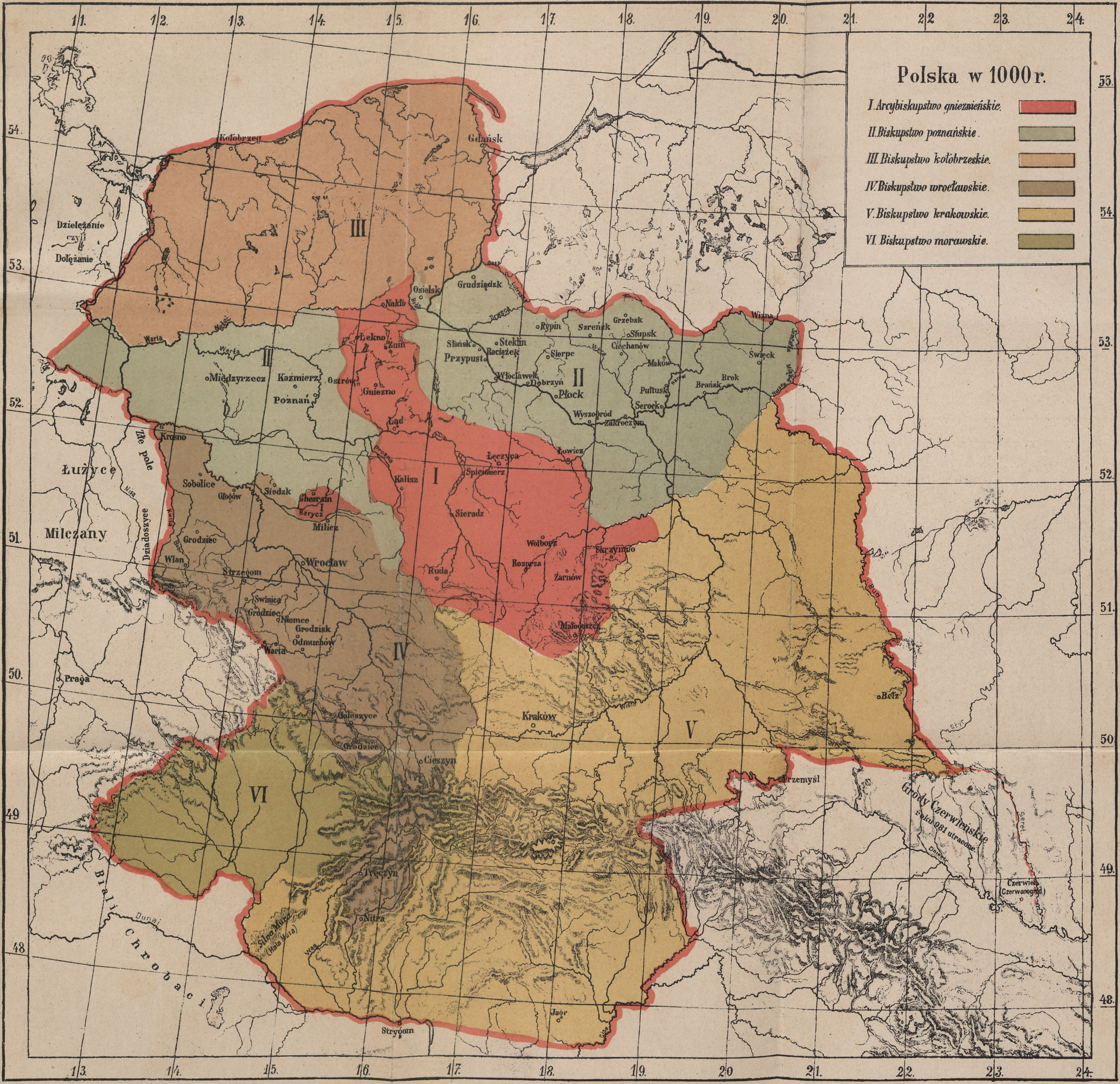
Polska w 1000 roku, podział na biskupstwa, wg Wojciech Kętrzyński „Polska w X wieku”

W pielgrzymce do grobu świętego Wojciecha i w celu pozyskania Chrobrego do swych idei uniwersalistycznego cesarstwa przybył do Gniezna w roku 1000 cesarz Otton III. Podczas zjazdu gnieźnieńskiego utworzono niezależną polską organizację kościelną z metropolią w Gnieźnie i biskupstwami w Krakowie, Kołobrzegu i Wrocławiu. Arcybiskupem gnieźnieńskim został brat św. Wojciecha, Radzim-Gaudenty. Biskup poznański Unger został dożywotnio wyłączony spod zwierzchności Gniezna – biskupstwo misyjne w Poznaniu powstało bowiem już w 968 roku. Najważniejszym aktem dokonanym podczas zjazdu gnieźnieńskiego była jednak symboliczna koronacja Bolesława Chrobrego na króla, dokonana poprzez nałożenie na jego skronie diademu cesarskiego. Nie została ona nigdy jednoznacznie potwierdzona, jednak dowodem mogą być monety datowane na najpóźniej 1020 rok z wizerunkiem Bolesława i napisem rex (łac. król). W ten sposób Chrobry otrzymał prerogatywy (uprawnienia) królewskie (m.in. prawo inwestytury biskupów). Niektórzy historycy uważają nawet, iż Otton uznał Bolesława Chrobrego za swojego drugiego następcę na tronie cesarskim (po margrabim Miśni Ekkehardzie). Wiążą oni z tym interwencję Bolesława w Niemczech w 1002. Według nich, po zamordowaniu margrabiego przez jego przeciwników, polski władca chciał się upomnieć o tron rzymsko-niemiecki. Obie te kwestie wciąż budzą gorące dyskusje. Oprócz tego Chrobry został również uznany przyjacielem Świętego Cesarstwa Rzymskiego i bratem cesarskim, co stanowiło najwyższą możliwą godność w ówczesnym ceremoniale. W trakcie owych uroczystości nastąpiła wymiana darów. Ponadto Polska uniezależniła się od Niemiec (została zwolniona z płacenia trybutu). Otton III podarował Chrobremu kopię włóczni św. Maurycego i relikwię gwoździa z Krzyża Pańskiego, a w zamian otrzymał ramię św. Wojciecha (zachowane do dziś) i 300 zbrojnych. Według francuskiego kronikarza Ademara z Chabannes (zm. 1034), Bolesław miał towarzyszyć Ottonowi III do Akwizgranu i tam otrzymać złoty tron Karola Wielkiego, którego grób w tym czasie Otton III kazał odnaleźć i otworzyć.

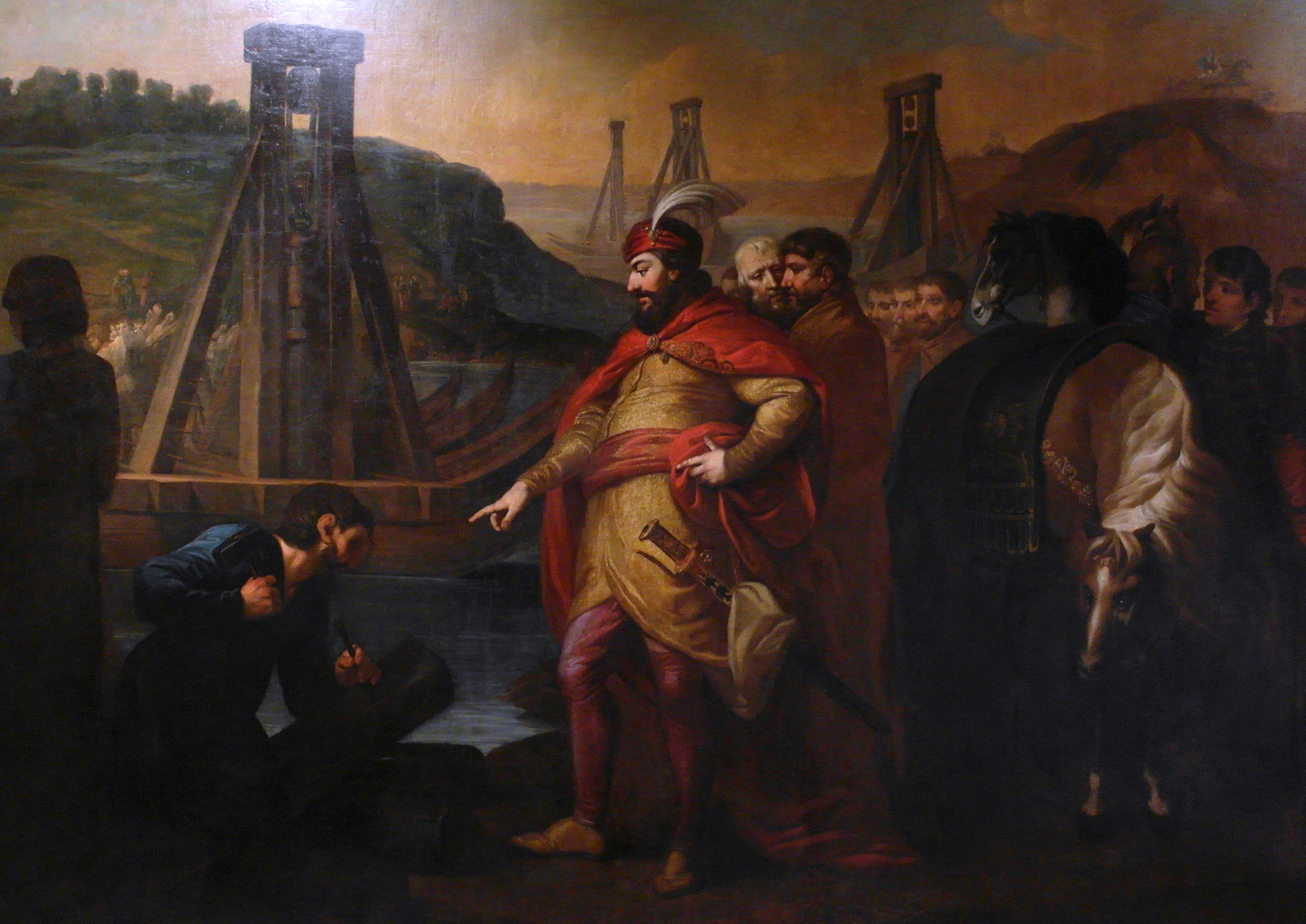
Bolesław I Chrobry rozkazuje wbić słupy graniczne na Łabie i Soławie, obraz pędzla Józefa Peszki z około 1810 roku

### Zajęcie Miśni, Milska, Łużyc i interwencja w Czechach
Dobre relacje z zachodnim sąsiadem załamały się po niespodziewanej śmierci młodego cesarza w 1002 roku. Bolesław wykorzystał wewnętrzne walki w Rzeszy i zajął ważny rejon przedpola Odry: Miśnię, Milsko i Łużyce. Kiedy władzę w Niemczech ostatecznie przejął Henryk II, zaakceptował on zdobycze Chrobrego, przekazując mu je na zasadzie lenna. Jedynie Miśnię oddał we władanie sprzymierzonemu z księciem polskim margrabiemu Guncelinowi. Relacje zostały unormowane, jednak zorganizowanie nieudanego zamachu na życie Bolesława przywróciło ryzyko konfliktu. Do wojny nie doszło, a książę Polski przystąpił do interwencji w Czechach, gdzie w roku 1003 zmarł książę Władywoj. Chrobry na tronie osadził wcześniej wygnanego Bolesława III Rudego. Prawdopodobnie na prośby opozycji czeskiej w tym samym roku raz jeszcze wmieszał się w sprawy czeskie – oślepił Bolesława Rudego, a następnie sam objął tron w Pradze i ogłosił się księciem Czech, nie chciał jednak złożyć hołdu królowi niemieckiemu, jak zwykli to byli czynić władcy czescy. Stało się to m.in. pretekstem Niemiec do wojny z Polską.

### Wojny polsko-niemieckie 1002–1018

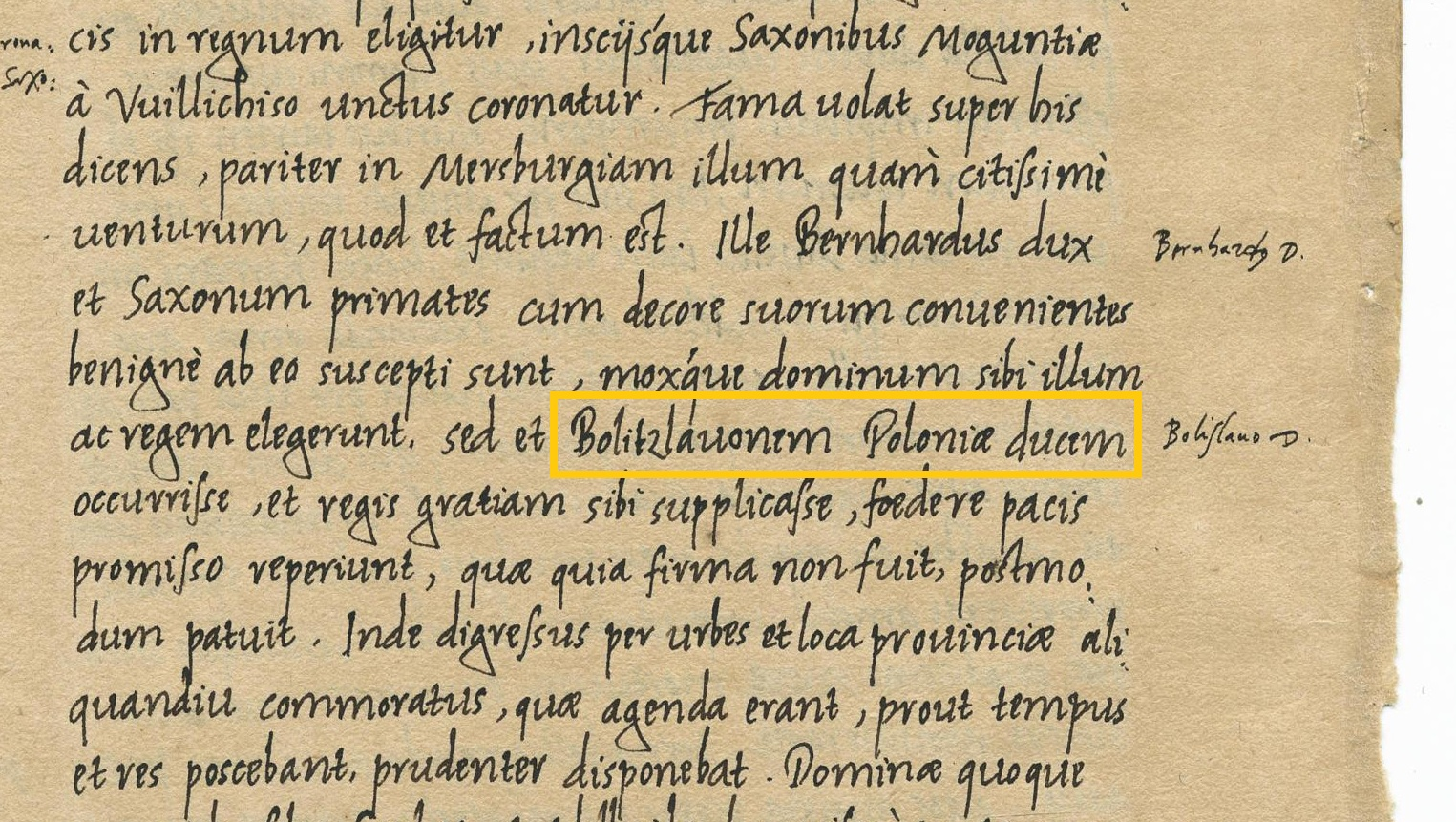
Bolesław Chrobry wymieniony jako „Bolizlauonem Poloniae ducem” w Annales Quedlinburgenses spisanych w latach 1008–1030.

W 1002 Chrobry sam rozpoczął wojnę, atakując Miśnię. Henryk odpowiedział wyprawą zbrojną w roku następnym. Pierwsza ofensywa nie odniosła skutku, ale już w 1004 władca Rzeszy zaatakował Czechy i obalił władzę Bolesława w tym państwie. Przy Polsce pozostały Morawy i Słowacja. Następnie Henryk w 1005 zdobył Milsko, a nawet dotarł ze swoimi wojskami aż pod Poznań. Wtedy też zawarto układ pokojowy, na mocy którego Bolesław prawdopodobnie zrzekł się Milska i Łużyc. Henryk wkrótce wypowiedział rozejm, w efekcie czego Bolesław Chrobry w 1007 najechał ziemie arcybiskupstwa magdeburskiego. Następnie bez większych problemów odzyskał Budziszyn. Kontrofensywa Henryka ruszyła dopiero w 1010, nie przyniosła jednak żadnych skutków poza lokalnymi zniszczeniami na Śląsku. W 1012 zawarto pokój na pięć lat. Wykorzystując wojnę polsko-niemiecką, zapewne w 1007 roku, od Polski uniezależniło się Pomorze Zachodnie. Bolesław złamał jego postanowienia i na nowo rozgorzały walki, jednak mimo to w 1013 doszło do porozumienia w Merseburgu – Bolesław Chrobry uzyskał Milsko i Łużyce w lenno, a w zamian zobowiązał się do posiłków wojskowych dla Henryka II, podczas wyprawy do Rzymu. W 1015 ponownie wybuchła wojna między cesarzem i Bolesławem Chrobrym. Polski władca odmówił wsparcia wyprawy Henryka do Italii, a także podjął próby spiskowania przeciw niemu z księciem czeskim. Doprowadziło to do cesarskiej interwencji w Polsce, która jednak zakończyła się niepowodzeniem. Henryk II, sprzymierzywszy się z księciem ruskim Jarosławem Mądrym, zaatakował Bolesława raz jeszcze w 1017 – ponownie nie odnosząc sukcesu. Również Jarosław Mądry nic nie zawojował. W 1018 zawarto ostatecznie pokój w Budziszynie. Zwycięzcą konfliktu okazał się Bolesław, który zachował Milsko i Łużyce, już nie jako lenno, ale swoją własność, oraz uzyskał także od cesarza pomoc zbrojną w wyprawie na Kijów.

### Wyprawa kijowska w 1018 roku

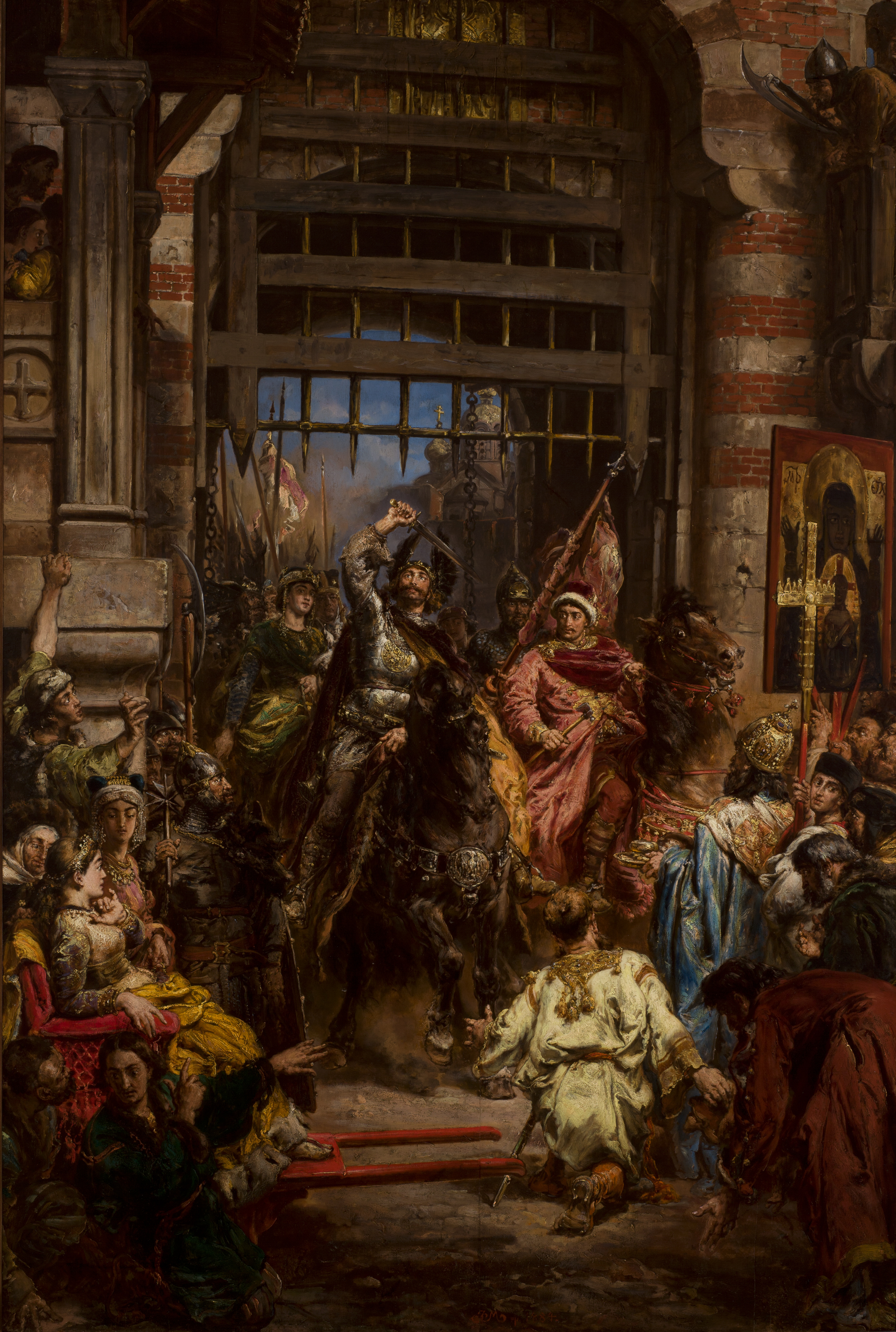
Chrobry w Kijowie, mal. Jan Matejko

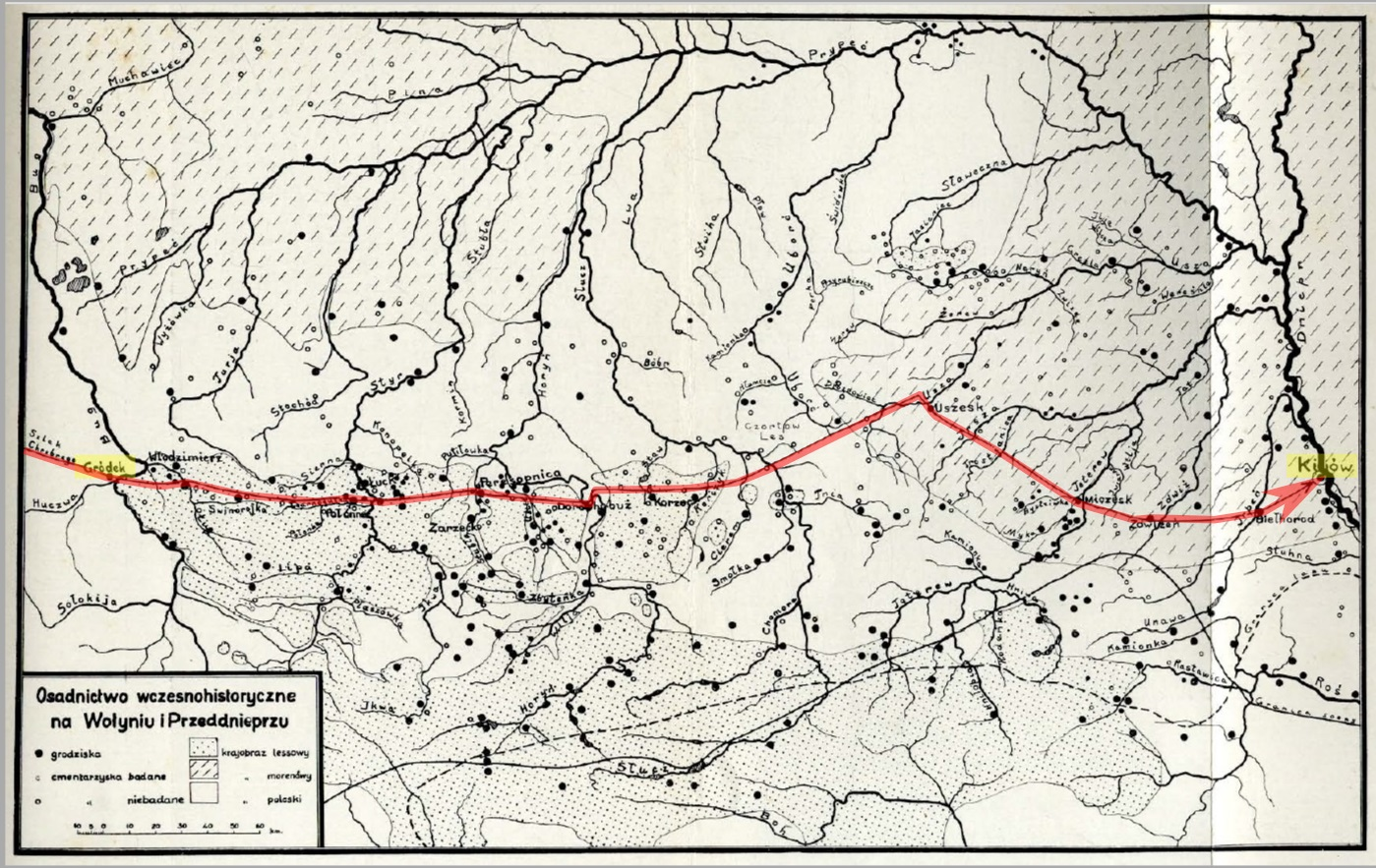
Robert Jakimowicz, Szlak wyprawy kijowskiej Bolesława Chrobrego w świetle archeologii, Rocznik Wołyński, tom III, Równe 1934.

W 1018 roku Bolesław Chrobry zorganizował wyprawę, aby przywrócić na tron kijowski swego zięcia Świętopełka. Zakończyła się ona pełnym powodzeniem. Po zwycięskiej bitwie pod Wołyniem (22 lipca), zajął Kijów (14 sierpnia). W drodze powrotnej przyłączył utracone w 981 Grody Czerwieńskie. Świętopełk jednak nie utrzymał się na tronie, zrzucił go Jarosław Mądry. Świętopełk został wygnany z Rusi i poprosił o ponowną pomoc swojego teścia Bolesława Chrobrego, który mu już jej nie udzielił (dwukrotne zrzucenie Świętopełka z tronu świadczyło o jego nieudolności). Chrobry poparł Jarosława Mądrego jako godnego władcę i podpisał z nim pakt o nieagresji.

## Koronacja

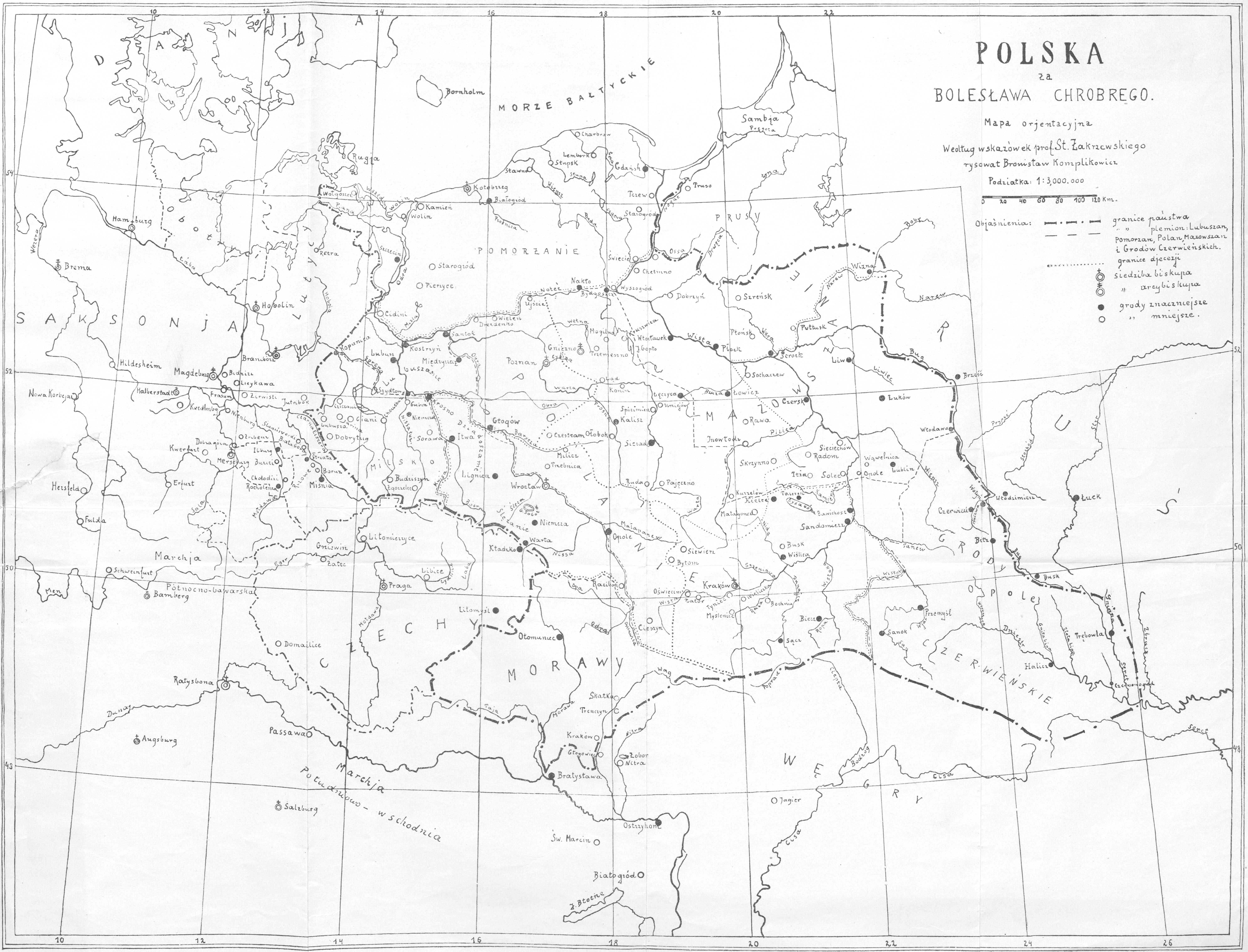
Polska za Bolesława Chrobrego, wg Stanisław Zakrzewski, „Bolesław Chrobry Wielki”, 1925

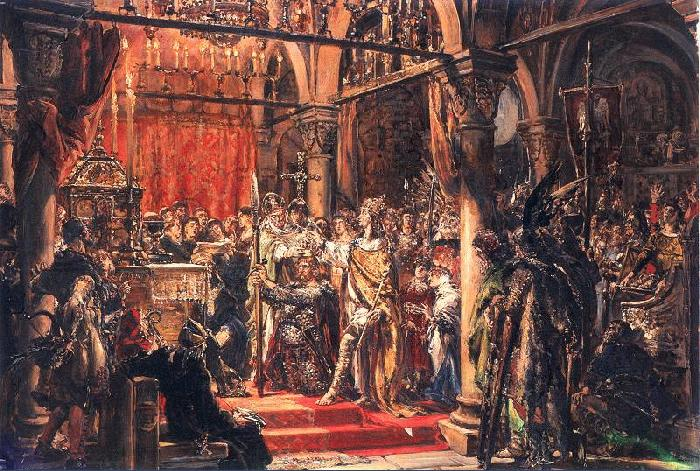
„Koronacja pierwszego króla Polski”. Obraz Jana Matejki.

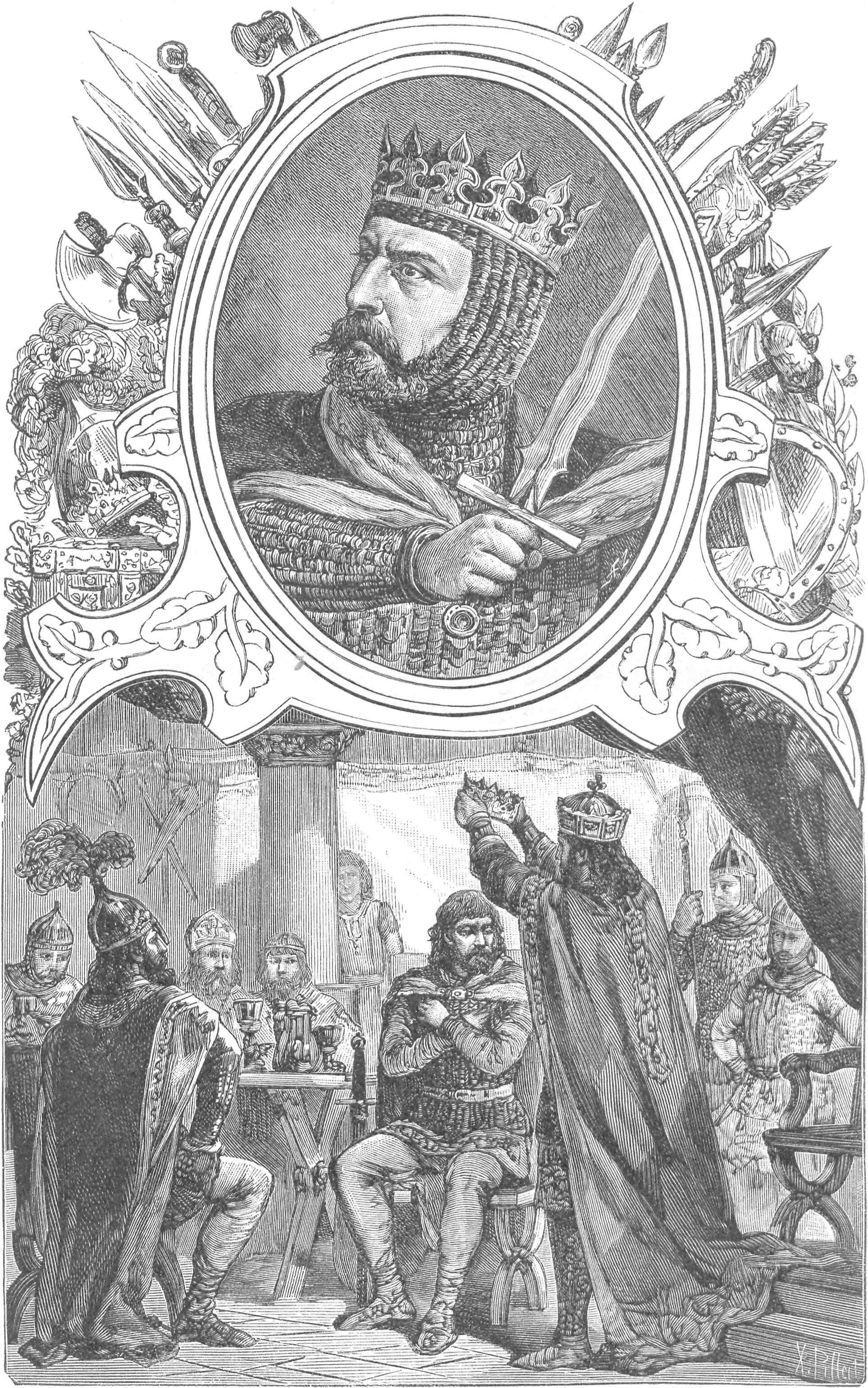
Koronacja Chrobrego rysunek Ksawerego Pillatiego

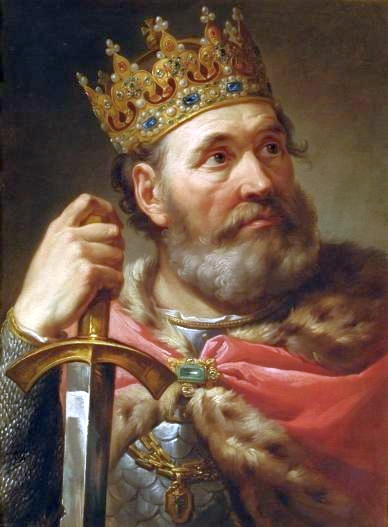
Bolesław Chrobry w koronie koronacyjnej królów polskich – obraz Marcellego Bacciarellego (1770)

Trwa spór co do daty koronacji. Niektórzy historycy uważają, że Chrobry od 1000 roku starał się o papieską zgodę na koronację, potwierdzającą akt dokonany podczas zjazdu gnieźnieńskiego. Niezależne źródła proweniencji niemieckiej jednoznacznie potwierdzają, że Bolesław, korzystając z krótkiego bezkrólewia w Niemczech po śmierci Henryka II, kazał się koronować w 1025 roku (dokładna data ani miejsce nie jest znane). Inni uważają (Johannes Fried) iż w 1025 dokonano tylko odnowienia koronacji z roku 1000 (tzw. srebrna, koronacje wielokrotne są spotykane w tym czasie). Przeciwko temu poglądowi protestuje Jerzy Wyrozumski, który zaznacza, że w świetle tekstu z epitafium władcy, jak również według późniejszej polskiej tradycji, symboliczny akt włożenia diademu cesarskiego na głowę polskiego władcy przez Ottona III w 1000 roku nie był przez współczesnych uznawany za jakikolwiek ekwiwalent koronacji. Nie wyklucza to wspomnianego wcześniej faktu, że polski książę starał się uzyskać koronę wkrótce po zjeździe, niemniej starania te zakończyły się niepowodzeniem ze względu na śmierć przychylnych Bolesławowi cesarza Ottona III i papieża Sylwestra II. Istnieją również podania, że korona pierwotnie przeznaczona dla polskiego władcy trafiła ostatecznie na Węgry, gdzie spoczęła na skroniach tamtejszego władcy Stefana I.
Niezależnie od rozważanych wyżej wątpliwości, Bolesław Chrobry zmarł wkrótce po koronacji z 1025 (1024), a rządy objął jego syn Mieszko II Lambert.
Wipo tak opisuje ten fakt w swojej kronice:
Capitulum IX: De Bolizlao duce Sclavorum.
Eodem anno quem supra notavimus Bolizlaus 

Sclavigena, dux Bolanorum, insignia regalia et regium 

nomen in iniuriam regis Chuonradi sibi aptavit, cuius 

temeritatem cito mors exinanivit.
Rozdział IX: O Bolesławie Chrobrym, księciu Słowian
W tym samym roku, który to wymieniłem już wcześniej [1025],
Słowianin Bolesław, książę Polaków, zdobył z krzywdą króla Konrada
insygnia królewskie i tytuł królewski, lecz jego zuchwalstwo
przyćmiła nagła śmierć.
Stąd przyjmuje się, że Chrobry otrzymał zgodę na koronację od papieża Jana XIX (nieprzychylne komentarze z terenu Niemiec, a brak komentarzy ze strony papiestwa).
Stanisław Zakrzewski wysunął koncepcję, iż na koronację nieformalnie zgodził się Konrad II Salicki, a papiestwo dopiero zaakceptowało ten fakt, za czym przemawiać mogą zdaniem Jarosława Sochackiego i inne fakty:
- zgoda Konrada na zachowanie godności królewskiej przez Mieszka II;
- porozumienie z cesarstwem rządzących Rzymem hrabiów Tuskulańskich (1012–1046);
- współdziałanie cesarstwa i papiestwa w rozdawnictwie koron;
- poselstwa Chrobrego do papiestwa tylko w latach 1003–1014[25].

## Miejsce pochówku

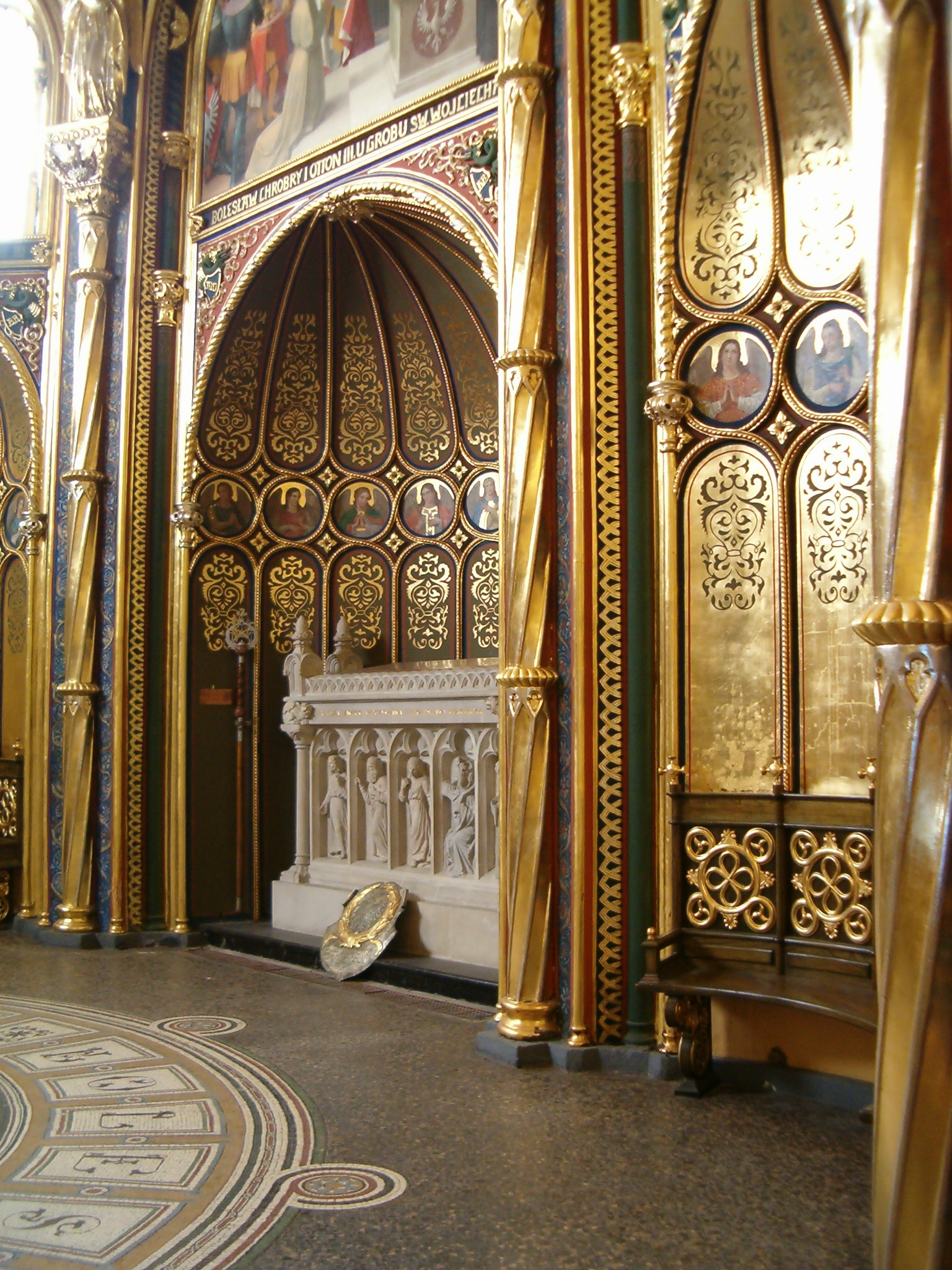
Grobowiec Bolesława I Chrobrego w Złotej Kaplicy

Miejscem spoczynku króla (według kronikarza Jana Długosza, części historyków i archeologów i dawnej tradycji) została katedra poznańska. W XIV wieku król Kazimierz Wielki ufundował w tej świątyni gotycki sarkofag, do którego przeniesiono szczątki Bolesława Chrobrego. Sarkofag został częściowo zniszczony w 1772 podczas pożaru katedry, a doszczętnie kilka lat później (1790) na skutek zawalenia wieży południowej. Wówczas szczątki Bolesława Chrobrego przeniesiono do kapitularza, skąd 3 fragmenty kości króla zostały przez kapitułę poznańską ofiarowane Tadeuszowi Czackiemu (w 1801 roku, na jego prośbę). Czacki jeden z fragmentów czaszki Chrobrego umieścił w swojej siedzibie rodowej (w mauzoleum) w Porycku, pozostałe dwa w postaci kręgów szyjnych podarował księżnej Izabeli Czartoryskiej do nowo powołanego polskiego muzeum w Puławach.
W 1938 Instytut Prehistoryczny Uniwersytetu Poznańskiego pod kierunkiem prof. Kostrzewskiego prowadził badania poszukiwawcze grobu B. Chrobrego na terenie Ostrowa Tumskiego w Poznaniu. Po wielu historycznych zawirowaniach miejscem pochówku króla Bolesława Chrobrego pozostała ostatecznie katedra poznańska, a dokładnie Złota Kaplica wewnątrz tej świątyni.
Znana jest treść epitafium, które w części lub w całości znajdowało się na pierwotnym nagrobku króla; jest ono też jednym z pierwszych źródeł (datowane na okres tuż po śmierci Chrobrego, prawdopodobnie za rządów Mieszka II), podających przydomek Bolesława (późniejszy Gall Anonim zatytułuje rozdział 6 swojej Kroniki polskiej Bolezlavus qui dicebatur Gloriosus seu Chrabri)
| Epitaphium Chabri Boleslai: 1 Hic iacet in tumba princeps generosaa columba 2 Ch[r]abrib tu es dictus sis in evum benedictus 11 Perfido c-patre tu es-c, sed credula matre 3 Fonte sacro lotus servus Domini puta totus 4 Precidens comam septenod tempore, Romam 5 Tu possedisti velut verus adletae Cristi 12 Vicistif terras faciens bellasg quoque guerras 10 Incliteh dux tibi laus, strenue Boleslaus 6 Regni Sclavorum Gottorumi suej Polonorum 7 Cesar precellens a te ducalia pellens 8 Plurima dona sibi que placuere tibi 9 Hinc detulisti quia divicias habuisti 13 Ob famamque bonam tibi contulit Otto coronam 14 Propter luctamen k-sIt tIbI l-saLVs-kl Amen | Epitafium Bolesława Chrobrego W tym grobie spoczywa wódz szlachetna gołębica Zwano ciebie Chrobrym, po wieki bądź błogosławionym Choć z ojca pogana, lecz matką twą chrześcijanka Krople świętej wody sprawiły, żeś sługą bożym Gdy cię postrzyżono, w Rzymie twe włosy złożono Odtąd pośród waśni tyś był Chrystusa zapaśnik Zwyciężałeś ziemie walk i wojen czyniąc wiele Imię twoje w sławie, więc chwała ci Bolesławie Tak królestwo Słowian, Jaćwingów, a także Polan Cesarz wyniósł wyżej, byś księciem już nie był dłużej Za to tyś z wdzięczności hojnych mu darów nie skąpił I jakie sam chciałeś, z radością ofiarowałeś By przydać ci sławy Otto koroną obdarzył Za czyny wspaniałe obyś zbawiony był. Amen. |  |

## Rodzina

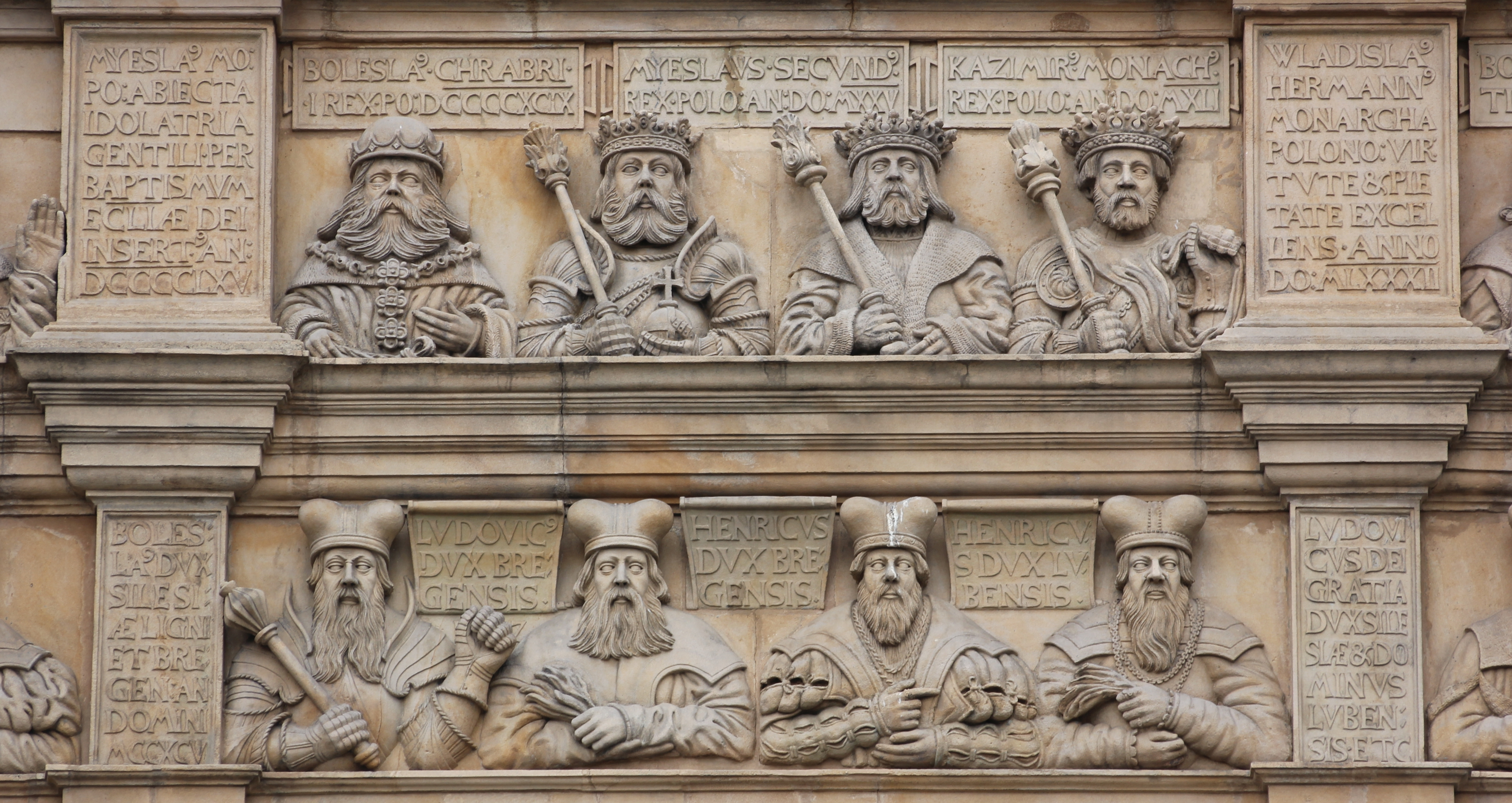
Renesansowa płaskorzeźba Chrobrego w portalu bramy wjazdowej Zamku Piastów Śląskich w Brzegu

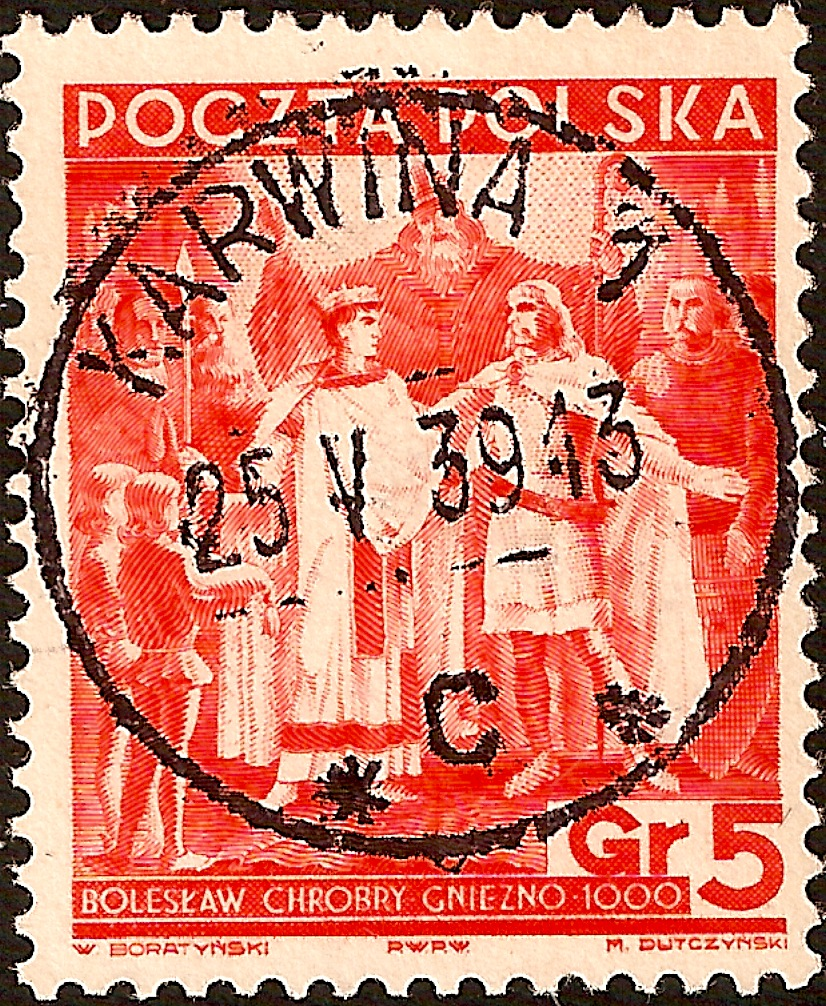
Bolesław Chrobry, znaczek pocztowy, 1938

### Żony
- N.N. (ur. ?, zm. 985), córka Rygdaga, margrabiego Miśni (982–985). Oddalona w 985 po śmierci Rygdaga,
- N.N. (ur. ?, zm. 997), księżniczka węgierska; być może córka Gejzy, księcia Węgier (ca. 970–997). Współcześnie badacze podejrzewają, że mogła być córką księcia siedmiogrodzkiego, siostrą Sarolty, żony Gejzy. Jej imię mogło brzmieć Karolda. Oddalona między 986 a 989[33],
- Emnilda (ur. między 970 a 975, zm. w 1016 lub 1017) – córka Dobromira, księcia słowiańskiego,
- Oda (ur. między 996 a 1002, zm. po 1018), córka Ekkeharda I, margrabiego Miśni (985–1002).

### Nałożnice
- Przedsława Włodzimierzówna (zm. po 1018 r.) – córka wielkiego księcia kijowskiego Włodzimierza Wielkiego, uprowadzona do Polski po wyprawie Bolesława na Kijów.

### Potomstwo
- Bezprym (ur. 986 lub 987, zm. 1032) – książę Polski (1031–1032),
- N.N., córka (ur. zap. 988, zm. po 1013) – ksieni nieznanego klasztoru benedyktynek,
- Regelinda (ur. zap. 989, zm. 21 marca ok. 1032) – żona Hermana I, margrabiego Miśni (1009–1031),
- Mieszko II Lambert (ur. 990, zm. 10 lub 11 maja 1034) – król Polski (1025–1031), książę Polski (1032–1034),
- N.N., córka (ur. zap. ok. 995, zm. po 14 sierpnia 1018) – żona Świętopełka I, księcia turowskiego i wielkiego księcia kijowskiego (1015 i 1017–1019),
- Otto (ur. zap. 1000, zm. 1033),
- Matylda (ur. po 1018, zm. po 1036) – narzeczona (lub żona) Ottona ze Schweinfurtu, księcia Szwabii (1048–1057).

### Genealogia

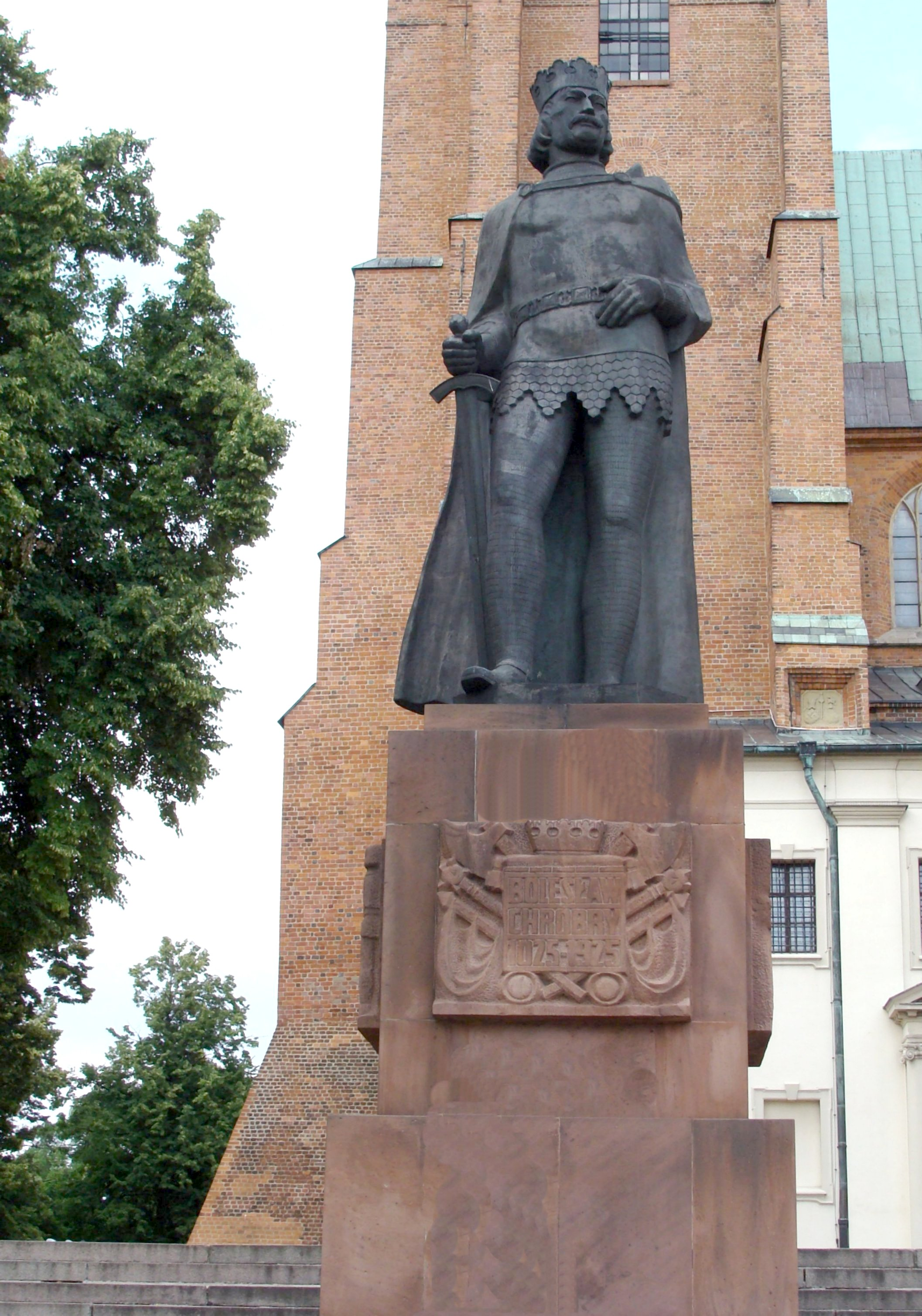
Pomnik Bolesława Chrobrego w Gnieźnie

| Siemomysł ur. IX/Xw. zm. w okr. 950–960 | Siemomysł ur. IX/Xw. zm. w okr. 950–960 |                                           |                                           | N.N. ur. ? zm. ? | N.N. ur. ? zm. ? |  |  | Bolesław I Srogi ur. po 903 zm. 15 VII 972 | Bolesław I Srogi ur. po 903 zm. 15 VII 972 |                             |                             | N.N. ur. ? zm. ? | N.N. ur. ? zm. ? |
|                                         |                                         |                                           |                                           |                  |                  |  |  |                                            |                                            |                             |                             |                  |                  |
|                                         |                                         |                                           |                                           |                  |                  |  |  |                                            |                                            |                             |                             |                  |                  |
|                                         |                                         | Mieszko I ur. w okr. 922–945 zm. 25 V 992 | Mieszko I ur. w okr. 922–945 zm. 25 V 992 |                  |                  |  |  |                                            |                                            | Dobrawa ur. ok. 930 zm. 977 | Dobrawa ur. ok. 930 zm. 977 |                  |                  |
|                                         |                                         |                                           |                                           |                  |                  |  |  |                                            |                                            |                             |                             |                  |                  |
|                                         |                                         |                                           |                                           |                  |                  |  |  |                                            |                                            |                             |                             |                  |                  |
|                                         |                                         |                                           |                                           |                  |                  |  |  |                                            |                                            |                             |                             |                  |                  |

| 1 N.N. ur. ? zm. 985 OO 984  | 1 N.N. ur. ? zm. 985 OO 984  | 2 N.N. ur. ? zm. 997 OO 985–987          | 2 N.N. ur. ? zm. 997 OO 985–987          | Bolesław I Chrobry (ur. 967, zm. 17 VI 1025) | Bolesław I Chrobry (ur. 967, zm. 17 VI 1025) | 3 Emnilda ur. w okr. 970–975 zm. w okr. 1016–1017 OO 987–989 | 3 Emnilda ur. w okr. 970–975 zm. w okr. 1016–1017 OO 987–989 | 4 Oda ur. w okr. 996–1002 zm. po 1018 OO 3 II 1018 | 4 Oda ur. w okr. 996–1002 zm. po 1018 OO 3 II 1018 |
|                              |                              |                                          |                                          |                                              |                                              |                                                              |                                                              |                                                    |                                                    |
|                              |                              |                                          |                                          |                                              |                                              |                                                              |                                                              |                                                    |                                                    |
|                              | 2                            |                                          | 3                                        |                                              | 3                                            |                                                              | 3                                                            |                                                    | 3                                                  |
| Bezprym ur. 986–987 zm. 1032 | Bezprym ur. 986–987 zm. 1032 | N.N., córka ur. zap. 988 zm. po 1013     | N.N., córka ur. zap. 988 zm. po 1013     | Regelinda ur. zap. 989 zm. 21 III ok. 1030   | Regelinda ur. zap. 989 zm. 21 III ok. 1030   | Mieszko II Lambert ur. 990 zm. 9 lub 10 V 1034               | Mieszko II Lambert ur. 990 zm. 9 lub 10 V 1034               | N.N., córka ur. zap. ok. 995 zm. po 14 VIII 1018   | N.N., córka ur. zap. ok. 995 zm. po 14 VIII 1018   |
|                              | 3                            |                                          | 4                                        |                                              |                                              |                                                              |                                                              |                                                    |                                                    |
| Otto ur. zap. 1000 zm. 1033  | Otto ur. zap. 1000 zm. 1033  | Matylda ur. w okr. 1018–1025 zm. po 1036 | Matylda ur. w okr. 1018–1025 zm. po 1036 |                                              |                                              |                                                              |                                                              |                                                    |                                                    |

## Bolesław Chrobry w kulturze

### Pomniki
Bolesława Chrobrego upamiętniają:
- Renesansowa płaskorzeźba umieszczona w portalu bramy wjazdowej Zamku Piastów Śląskich w Brzegu,
- Pomnik Bolesława Chrobrego oraz jego ojca Mieszka I zbudowany w latach 1836–1837 w złotej kaplicy królów polskich w katedrze poznańskiej,
- Pomnik Bolesława Chrobrego we Wrocławiu,
- Pomnik Bolesława Chrobrego i cesarza Ottona III w Szprotawie, drewniana rzeźba pełnopostaciowa odsłonięta w 2000 roku na placu przed ratuszem z okazji 1000. rocznicy spotkania obu władców w Iławie.

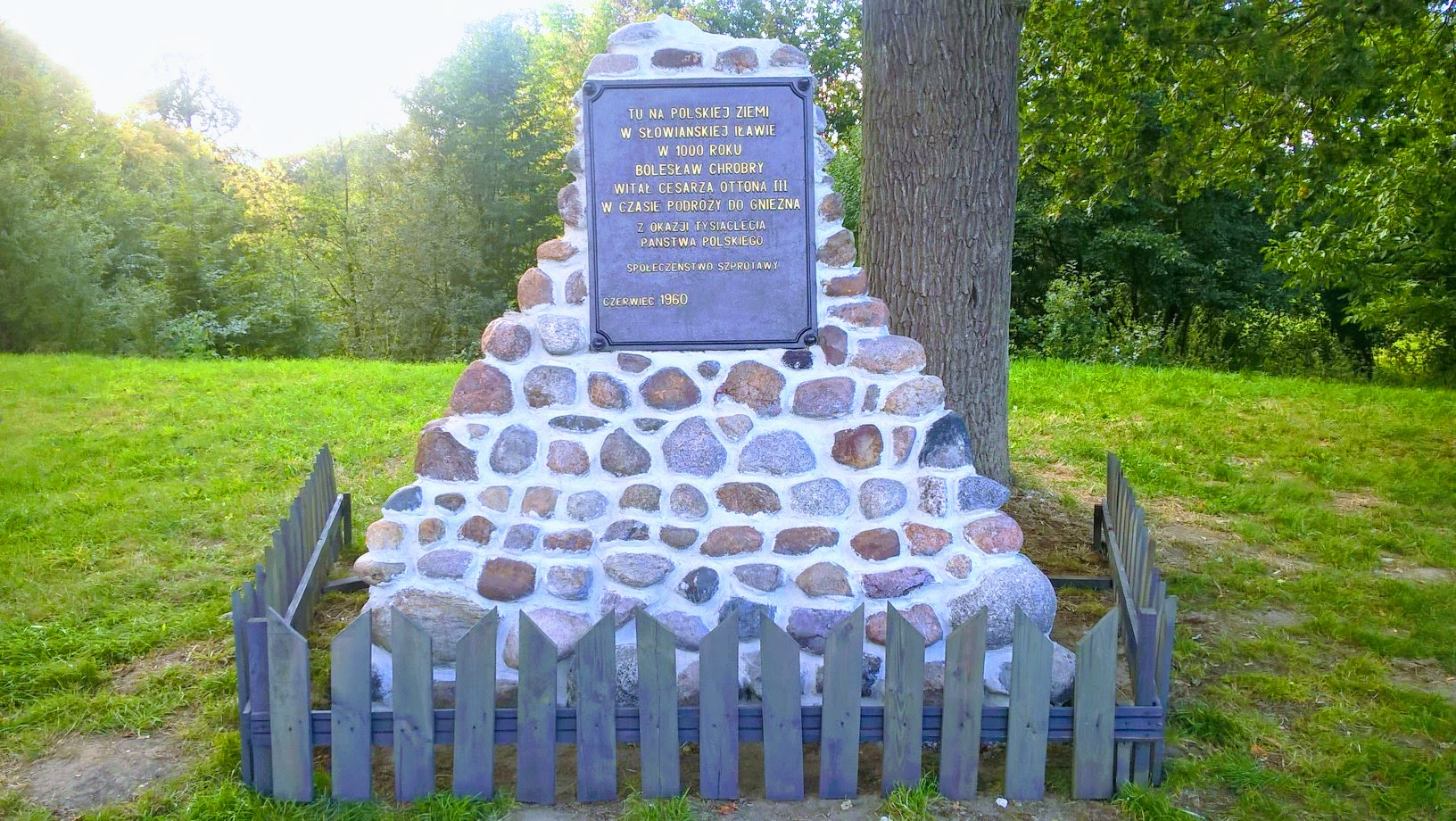
Pomnik powitania przez Bolesława Chrobrego cesarza Ottona III w Iławie, odsłonięty w 1960

oraz, łącznie aż trzy pomniki w Gnieźnie:
- Wzniesiony dla uczczenia 900. rocznicy koronowania króla, pomnik – na Wzgórzu Lecha, u stóp bazyliki prymasowskiej,
- Odsłonięty w 1978 r., pomnik Mieszka I i Bolesława Chrobrego przy kompleksie I LO im. Bolesława Chrobrego i Muzeum Początków Państwa Polskiego w Gnieźnie,
- Zainstalowany w listopadzie 2018 r., jeden z posągów na trasie Traktu Królewskiego w Gnieźnie, autorstwa poznańskiego rzeźbiarza, Rafała Nowaka[34].

### Bolesław Chrobry na banknotach i monetach

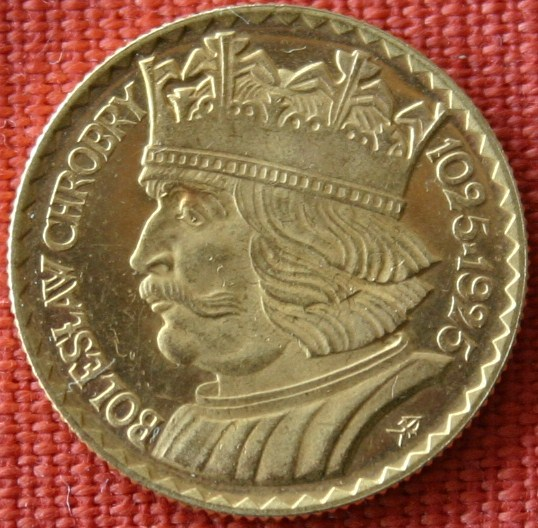
Moneta z wizerunkiem Bolesława Chrobrego

W 1925 roku z okazji dziewięćsetlecia pierwszej polskiej koronacji wybito pamiątkowe złote monety o nominale 10 i 20 zł z wizerunkiem Bolesława Chrobrego. Po raz kolejny jego wizerunek trafił na monetę w 1980, kiedy to wybito monetę o nominale 50 zł. Moneta ta została wykonana z miedzioniklu w nakładzie 2 564 200 egzemplarzy, miała średnicę 30,5 mm i wagę 11,7 g, rant ząbkowany.
Na pięć dni przed wybuchem II wojny światowej, 26 sierpnia 1939 roku wprowadzono do obiegu banknot z portretem Bolesława Chrobrego o nominale 1 złotego z datą 1 października 1938 roku. Formalnie w obiegu pozostawał do 20 maja 1940 roku. Jego projektantem był Leonard Sowiński. Z kolei w PRL wizerunek Bolesława Chrobrego umieszczono na rewersie banknotu o nominale 2000 złotych (z datą 1 maja 1977). Banknot był w obiegu od 11 lipca 1977 do 31 grudnia 1996 roku. W czasie denominacji (1995) natomiast wprowadzono ozdobiony portretem Chrobrego banknot 20-złotowy (z datą 25 marca 1994). Projektantem dwóch ostatnich banknotów był Andrzej Heidrich.

### Literatura piękna

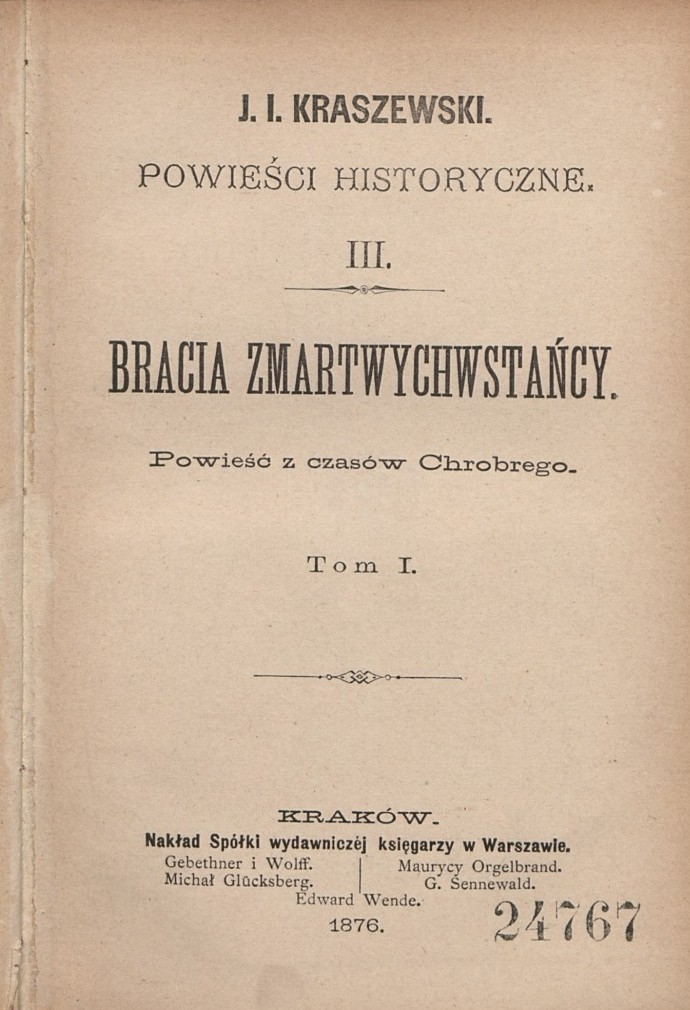
Bracia Zmartwychwstańcy (1876) J. Kraszewskiego.

- Bracia Zmartwychwstańcy: powieść z czasów Chrobrego (1876) – powieść Józefa Ignacego Kraszewskiego,
- Chrobry (1889) – powieść Walerego Przyborowskiego,
- Srebrne orły (1944) – powieść historyczna Teodora Parnickiego,
- Ojciec i syn (1946), Rok tysięczny (1961) – powieści Karola Bunscha z cyklu Powieści piastowskie,
- Bolesław Chrobry, tomy: Puszcza, Szło Nowe, Złe dni i Rozdroża (1947–1954) – wielotomowa powieść Antoniego Gołubiewa
- Gra w kości (2010) – powieść historyczna Elżbiety Cherezińskiej.

### Komiks
- W 1981 roku Bolesławowi Chrobremu oraz Mieszkowi I zadedykowano komiks pt. Mieszko I i Bolesław Chrobry z serii Początki Państwa Polskiego autorstwa Mirosława Kurzawy oraz Barbary Seidler[37] .

### Film
- Gniazdo  (1974) – polski film historyczny wyreżyserowany przez Jana Rybkowskiego zadedykowany Mieszkowi I, ukazuje również jego syna Bolesława.
- Animowana historia Polski – animowany, krótkometrażowy film Tomasza Bagińskiego, przedstawiający wybrane fakty z historii Polski, w tym Zjazd Gnieźnieński i wyprawę na Ruś.
- Tajemnice początków Polski (2012) – dokumentalny, popularnonaukowy, trzyczęściowy serial Zdzisława Cozaca.

### Gry
- Ancestors: Legacy (2018) – polska strategia czasu rzeczywistego dziejąca się w pierwszej połowie średniowiecza. Zawiera dwie kampanie dla Słowian, w tym kampanię Bolesława I Chrobrego opowiadającą o wojnach polsko-niemieckich, a następnie o wyprawie kijowskiej[38].

### Upamiętnienie
W 1000. rocznicę koronacji Bolesława Chrobrego i Mieszka II Lamberta uchwałą Sejmu RP X kadencji z 24 lipca 2024 zdecydowano o ustanowieniu roku 2025 „Rokiem Milenium Koronacji Dwóch Pierwszych Królów Polski w Gnieźnie”. Z okazji tysiąclecia koronacji Bolesława Chrobrego Poczta Polska wydała okolicznościowy znaczek oraz kolekcjonerską kopertę pierwszego dnia obiegu.